# Евгени Филипов
Евгени Филипов (Prof.Dr.sc.techn.Dr.h.c.mult. Eugen Philippow) е български и германски инженер и учен, професор.

## Образование
Завършва електроинженерство през 1940 във Висшето техническо училище (ВТУ), Шарлотенбург, предградие на Берлин (сега: Технически университет - Берлин).
Подготвя и защитава дисертации във Висшето техническо училище, Илменау, Германия (сега: Технически университет Илменау) за научна степен:
- „кандидат на техническите науки“ (сега: „доктор“), тема „Нелинейни магнитни вериги“ (1957);
- доктор на техническите науки“, тема „Теория на нелинейните вериги“ (1972).

## Професионална дейност
- Слаботоков завод, София: началник на отдел (1948), главен инженер и началник на Централната научноизследователска лаборатория (1949 – 1955).

## Преподавателска и научна дейност
- ВТУ, Берлин: асистент-изследовател (1941 – 1945).
- Държавна политехника, София: асистент по радиотехника (1945 – 1946)
- ВТУ (ТУ), Илменау (от 1955): професор по теоретична електротехника, основател и ръководител на Катедрата по електроинженерство (1956 – 1982), декан на факултет (1956 – 1964), заместник-ректор по науката (1964 – 1975), член на Академичния съвет (1956 – 1991).

Изнасял многократно лекции в престижни университети в САЩ, Австрия, Япония и други страни. Изиграл важна роля за изграждането на ВТУ (ТУ), Илменау. Основател на международно призната школа по теоретична електротехника и на едноименна специалност във ВТУ (ТУ), Илменау. Ръководил над 100 докторанта, като половината от тях са и вече професори.
Основни области на научна и преподавателска дейност: нелинейни електрически и магнитни вериги, електромагнитно поле, феромагнитни стабилизатори, нелинейни динамични системи.
Автор на множество научни публикации (70 от които със световно признание) и на редица монографии, сред тях и широко разпространен в немскоезичното академично пространство учебник по основи на електротехниката, многократно преиздаван. Редактира в съавторство със 120 именити специалисти „Справочник по електротехника“ в 3 тома (Берлин, 1963, 1975) и „Енциклопедия по електротехника“ в 6 тома (Берлин, 1976, 1986, 1987).
Награди:
- почетен доктор на Виенския технически университет (1976)
- почетен доктор на Университета, Митвайда (1987)
- златен медал на Техническия университет, Братислава (1979)
- златен медал на Техническия университет, София (1983)
- държавни награди на ГДР и на НРБ (1985)